# Belá (okres Žilina)
Belá (Hongaars:Bella) is een Slowaakse gemeente in de regio Žilina, en maakt deel uit van het district Žilina.
Belá telt 3346 inwoners.